# 東大和市立第十小学校
東大和市立第十小学校(ひがしやまとしりつ だいじゅうしょうがっこう)は、東京都東大和市にある公立小学校。
東大和市の南部・西部の急激な発展に伴い児童数が急上昇したため、1980年(昭和55年)に東大和市立第八小学校から分離して開校した。2019年現在、東大和市にある最も新しい小学校である。

## 教育目標
- 元気で明るい子　(体：自らを律し、困難にくじけず、最後まで全力を尽くしてやりぬく子）
- よく考え、やり抜く子 （知：自ら課題を見付け、自ら考え、実生活に生かす子）
- みんなと仲良くする子 （徳：相手の立場を理解し、共に生きる子）

## 沿革
- 1979年(昭和54年)12月10日 - 本校の設置の原案が、東大和市議会にて議決。
- 1980年(昭和55年)2月1日 - 初代校長の竹田秋男が着任。
- 1980年(昭和55年)4月1日 - 1～5年生の16学級で開校。
- 1980年(昭和55年)7月21日 - プール完成。
- 1984年(昭和59年)4月1日 - 二代校長の田村 弘が着任。
- 1988年(昭和63年)4月1日 - 三代校長の小川義男が着任。
- 1989年(平成元年)10月28日 - 開校10周年記念式典を開催。
- 1992年(平成4年)4月1日 - 四代校長の三浦彰久が着任。
- 1995年(平成7年)4月1日 - 五代校長の川上昇一が着任。
- 1999年(平成11年)4月1日 - 六代校長の鈴木一徳が着任。
- 1999年(平成11年)10月30日 - 開校20周年記念式典を開催。
- 2004年(平成16年)4月1日 - 七代校長の上田憲二が着任。
- 2006年(平成18年)12月1日 - 八代校長の井上 靖が着任。
- 2009年(平成21年)10月23日 - 開校30周年記念式典を開催。
- 2011年(平成23年)4月1日 - 九代校長の杉本信代が着任。
- 2015年(平成27年)4月1日 - 十代校長の吉行一敏が着任。
- 2018年(平成30年)4月1日 - 十一代校長の澤﨑彰一が着任。

## 通学区域
2016年(平成28年)現在の本校の校区は以下の通りである。
住所別通学区域
| 上北台一丁目 - 三丁目 | 桜が丘二丁目                       | 桜が丘三丁目                         | 桜が丘四丁目 |
| --------------------- | ---------------------------------- | ------------------------------------ | ------------ |
| 全域                  | 主要地方道第43号立川・東大和線以西 | 市道第816号線以西で市道第814号線以南 | 全域         |

## 主な卒業生
・岩隈久志 - 元プロ野球選手 (第13回卒業生)

## 交通
- 多摩都市モノレール線桜街道駅から徒歩10分
- 西武拝島線玉川上水駅から徒歩15分